# Ľubá
Ľubá este o comună slovacă, aflată în districtul Nové Zámky din regiunea Nitra. Localitatea se află la altitudinea de 153 m deasupra n.m., se întinde pe o suprafață de 9,4 km2 și în 2017 număra 426 de locuitori.

## Istoric
Localitatea Ľubá este atestată documentar din 1247.

## Demografie
| An:                | 1994 | 2004  | 2014   | 2024   |
| ------------------ | ---- | ----- | ------ | ------ |
| Număr de persoane: | 440  | 451   | 435    | 407    |
| Diferență:         |      | +2,5% | −3,54% | −6,43% |

| An:                | 2023 | 2024   |
| ------------------ | ---- | ------ |
| Număr de persoane: | 405  | 407    |
| Diferență:         |      | +0,49% |